# 瀬沼文彰
瀬沼 文彰（せぬま ふみあき、1978年6月28日-）は、日本の社会学者。笑い、お笑いメディア、キャラの研究を行っている。

## 略歴
東京都八王子市出身。西武文理大学兼任講師、桜美林大学基盤教育院非常勤講師、追手門学院大学 笑学研究所 客員研究員、日本笑い学会理事。
東京NSC5期生で、吉本興業にて瀬沼・松村というコンビで漫才などタレント活動。『ガチンコ!』の企画「ガチンコ漫才道」にも出演していた。3年ほどで引退後、東京経済大学大学院へ進学。同大学院 博士後期課程単位取得退学。
フィールドワーク分野は笑いとユーモア。

## 著書

### 単著
- キャラ論（2007年3月、スタジオセロ）
- 笑いの教科書（2008年1月、春日出版）
- 若い世代はなぜキャラ化するのか（2009年4月、春日出版）
- ユーモア力の時代（2018年3月、日本地域社会研究所）